# Siegfried Hafner
Siegfried Hafner (* 18. März 1925 in Lienz; † 1. Juli 2013) war ein österreichischer Bildhauer.

## Leben
Hafner besuchte die Staatsgewerbeschule in Innsbruck bei Hans Pontiller und studierte von 1949 bis 1952 an der Akademie der bildenden Künste Wien bei Franz Santifaller. Er lebte in Innsbruck und schuf religiöse Skulpturen, Denkmäler, Genrefiguren und Krippen. Viele Jahre unterrichtete er Bildhauerei an der HTL in Innsbruck.

## Auszeichnungen
- Preis der Landeshauptstadt Innsbruck für künstlerisches Schaffen, 1. Preis Bildhauerei, 1958[2]
- Ehrenzeichen für Kunst und Kultur der Stadt Innsbruck, 2005[3]

## Werke
- Senseler-Denkmal, Volders, 1957[4]

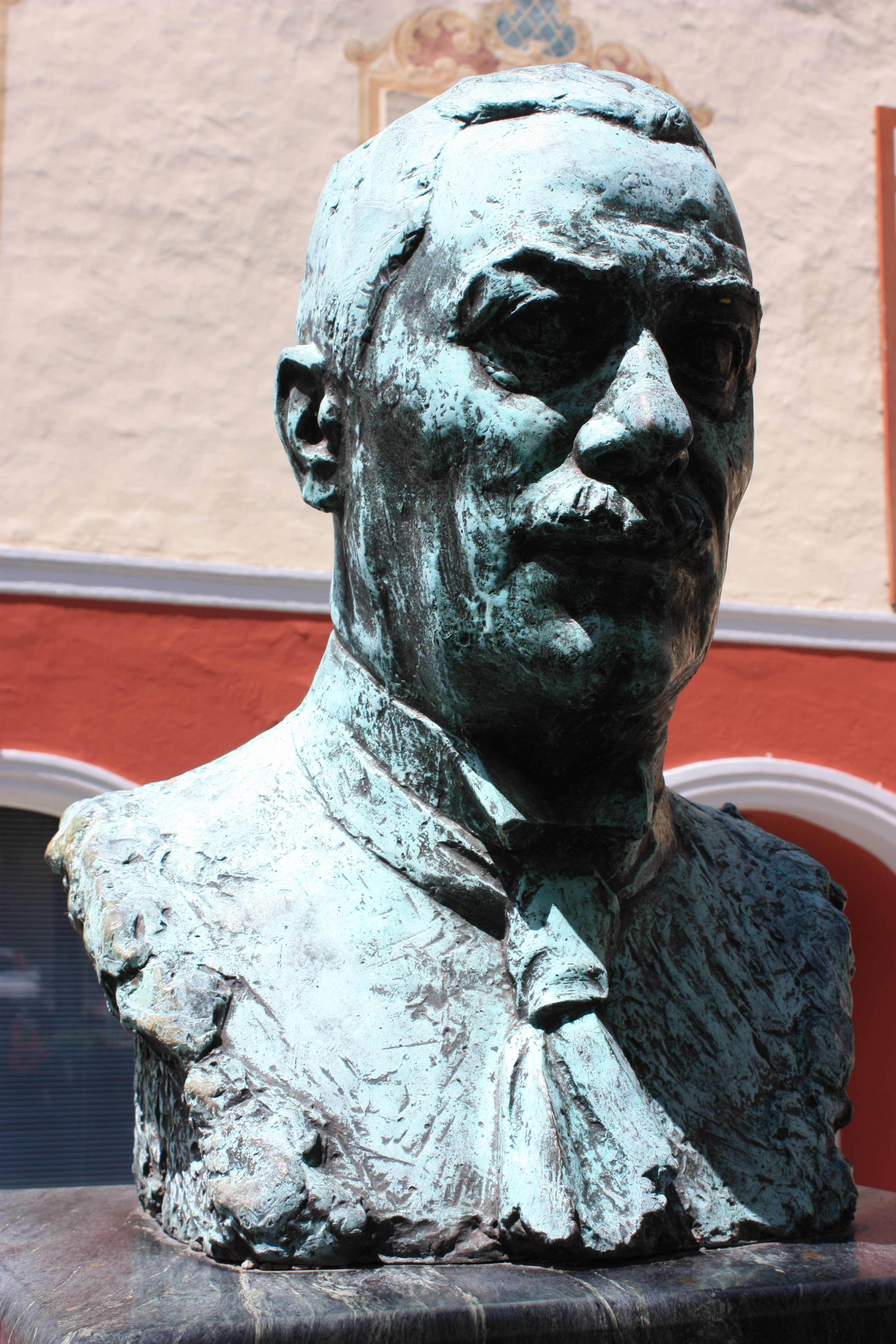
Egger-Lienz-Denkmal in Lienz

- Kreuzwegstationen, Kapelle des Seniorenheimes Dürerstraße, Innsbruck-Pradl, um 1964
- Gänsebrunnen, Völs, 1979[5]
- Holzplastik des hl. Petrus Canisius, Pfarrkirche Petrus Canisius, Innsbruck, 1983
- Krötenbrünnl, Botanischer Garten der Universität Innsbruck, 1989
- Egger-Lienz-Denkmal am Egger-Lienz-Platz, Lienz, 1996[6]